# Praise the Music
Praise the Music är The Cigarres debut-EP, utgiven 23 augusti 1999 på Burning Heart Records.

## Låtlista
1. "Praise the Music"
2. "Soundsystem"
3. "This Moody Dande"
4. "13 Brentford Road" (feat. Spoonhead)

## Personal
- Atte Czernicki - trummor
- Benjamin Edh - slagverk
- Chilly White - producent
- Christer Hermansson - sång, gitarr
- Claes Persson - mastering
- Daniel Green - omslagsfoto
- Erik Hartin - foto
- Erik Johansson - trombon
- Gustav Horneman - orgel, piano, formgivning
- Henrik Sjöstedt - bas, formgivning, foto
- Johanna - formgivning
- Jonas Filling - saxofon
- Sami Korhonen - gitarr, formgivning
- Tobias Nowén - slagverk
- Vladimir Vargas - producent

### Fotnoter
1. ↑  ”Praise the Music”. Discogs.com. http://www.discogs.com/Cigarres-Praise-The-Music/release/1402310. Läst 23 januari 2012.